# La bemol menor
La bemol menor (abreviatura en sistema europeo La♭m y en sistema americano A♭m) es la tonalidad que consiste en la escala menor de la bemol, y contiene las notas la bemol, si bemol, do bemol, re bemol, mi bemol, fa bemol, sol bemol y la bemol. Su armadura contiene 7 bemoles.
Su tonalidad relativa es Do bemol mayor, y su tonalidad homónima es La bemol mayor.
Las alteraciones para las versiones melódicas y armónicas son escritas si son necesarias.
La escala armónica menor sube el séptimo grado. Eso quiere decir que el sol bemol es sustituido por sol natural. La escala melódica menor eleva los grados sexto y séptimo (el fa bemol y el sol bemol se sustituyen por fa natural y sol natural) cuando sube y regresa como la menor natural cuando desciende. 

## Usos
Si bien La bemol menor se da en las modulaciones, es muy poco usada como la tonalidad principal de una obra musical. En la obra de Frédéric Chopin, la única obra en La bemol menor es el Vals Opus 42. Más usada es su equivalente enarmónica, Sol sostenido menor. La introducción al ballet "El pájaro de fuego" de Igor Stravinsky comienza en esta tonalidad, retomándola cuando vuelve a colación el mismo motivo.

## Obrasclásicasfamosas en esta tonalidad y en su tonalidad homónima
- Chopin: Vals para piano Op. 70 N° 2 en Fa menor.
- Beethoven: Marcha fúnebre de la Sonata para piano n.° 12 Op. 26  en Lab menor.
- Chopin: Vals para piano Op. 42. en Lab mayor.
- Stravinsky: Introducción al ballet "El pájaro de fuego" en Sol# menor